# Mesure de la vitesse des neutrinos
 (octobre 2020).
Des expériences de mesure de la vitesse des neutrinos ont été réalisées afin de tester la relativité restreinte et de déterminer la masse des neutrinos. 

## Nature et résultat des expériences
Des recherches astronomiques cherchent à savoir si la lumière (photons) et les neutrinos émis simultanément par une source distante parviennent en même temps sur Terre ou non. Les recherches au sol comprennent des mesures de temps de vol utilisant des horloges synchronisées et la comparaison directe de la vitesse des neutrinos à celle d'autres particules.
Étant donné qu'il est établi que les neutrinos possèdent une masse non nulle, leur vitesse doit, selon la théorie de la relativité restreinte, être plus faible que celle de la lumière dans le vide. Les mesures actuelles ont permis de déterminer une limite supérieure à l'écart relatif de vitesse d'environ 10−9, soit quelques parties par million. En tenant compte de la marge d'erreur, ceci est compatible avec un écart nul.